# Oh Henry!
Oh Henry! je vrsta čokolade, ki vsebuje arašide, karamel in mehki karamel, ki so obliti s plastjo čokolade. Leta 1920 jo je začelo prodajati podjetje Williamson Candy Company iz Chicaga, Illinois. Po legendi naj bi se čokolada Oh Henry! imenovala po dečku, ki je pogosto prihajal v Williamsonovo podjetje in se tam spogledoval z dekleti, ki so pripravljala to slaščico. Ime naj bi bilo tudi spomin na ameriškega pisatelja O. Henryja. Dokončne razlage imena sicer ni. 
Čokolado je izumil mož po imenu Tom Henry, iz Arkansas Cityja, Kansas. Tom Henry je upravljal podjetje bonbonov, imenovano Peerless candy factory, in leta 1919 je začel izdelovati čokolado Tom Henry. Leta 1920 je nato prodajne pravice prodal podjetju Williamson Candy Company, kjer so kasneje spremenili ime v Oh Henry!. Henryjeva družina danes vodi tovarno bonbonov v Dexterju, Kansas, ki prodaja med drugim tudi čokolado Momma Henry, ki je na las podobna originalni čokoladi Tom Henry oziroma Oh Henry!. 
Leta 1923 je John Glossinger, ki je tedaj delal za Williamsonovo podjetje, oznanil, da bo čokolado Oh Henry! napravil za vsedržavno prodajno uspešnico. Vodilni v podjetju so njegov načrt označili za nemogoč in mu odrekli sredstva za oglaševalsko kampanjo. Glossinger je vseeno šel na ulice in na avtomobilske odbijače lepil nalepke zgolj z napisom »Oh Henry!«. Ljudje so postali radovedni, kaj naj bi Oh Henry! sploh bilo, in prodaja čokolade je hitro narasla. 
Leta 1984 je Nestlé odkupil ameriške pravice za čokolado Oh Henry!. Nestlé še danes prodaja to čokolado. V Kanadi čokolado Oh Henry! trenutno prodaja podjetje The Hershey Company, ki jo proizvaja v svojih objektih v Smith's Fallsu, Ontario. 

## Kultura
V 122. epizodi ameriške zabavne nanizanke Seinfeld, naslovljeni »The Caddy«, je izmišljena junakinja Sue Ellen Mischke opisana kot dedinja bogastva čokolade Oh Henry!. Po nesreči Kramer in Elaine okrivita Sue Ellen in jo tožita zaradi njenega domnevnega bogastva v povezavi s čokolado Oh Henry!. 
Bejzbolski navijači iz Montreala in Chicaga so na igrišče rutinsko metali čokolade znamke Oh Henry! v znak slavja ob homerunu Henryja Rodrigueza, kar se je ustalilo kot nekakšna praksa.